# Élections sénatoriales partielles de 2015 en Polynésie française
Des élections sénatoriales partielles  ont lieu en Polynésie française le dimanche 3 mai 2015. Elles ont pour but d'élire les deux sénateurs représentant le pays au Sénat à la suite de l'annulation par le Conseil constitutionnel des élections sénatoriales de septembre 2014 qui avaient vu l'élection de Teura Iriti et de Vincent Dubois.

## Contexte
Lors des élections sénatoriales de 2014 en Polynésie française, deux sénateurs issus du Tahoeraa ont été élus dès le 1er tour Teura Iriti et Vincent Dubois. Considérant que le scrutin ne s'était pas déroulé dans les conditions normales, le Conseil constitutionnel annule ces élections le 6 février 2015, ouvrant la voie à la convocation de nouvelles élections le dimanche 3 mai 2015 pour pourvoir ces deux sièges.
Le collège électoral, constitué des grands électeurs est identique à celui appelé à voter en septembre 2014. 

## Présentation des candidats et des suppléants
| T/S | Candidats | Candidats            | Parti    | Principale fonction                                    |
| --- | --------- | -------------------- | -------- | ------------------------------------------------------ |
| T   |           | Vincent Dubois       | Tahoeraa | Sénateur sortant                                       |
| S   |           | Rosalie Orbeck       | Tahoeraa |                                                        |
| T   |           | Teura Iriti          | Tahoeraa | Sénatrice sortante, membre de l'Assemblée territoriale |
| S   |           | Marcelin Lisan       | Tahoeraa |                                                        |
| T   |           | Nuihau Laurey        | Tahoeraa | Vice-président du gouvernement                         |
| S   |           | Teapehu Teahe        | Tahoeraa | Membre de l'Assemblée territoriale                     |
| T   |           | Lana Tetuanui        | Tahoeraa | Membre de l'Assemblée territoriale                     |
| S   |           | Michel Buillard      | Tahoeraa | Maire de Papeete                                       |
| T   |           | Richard Tuheiava     | Tavini   | Membre de l'Assemblée territoriale                     |
| S   |           | Frangélica Bourgeois | Tavini   |                                                        |
| T   |           | Tauhiti Nena         | Tavini   | Conseiller municipal de Papeete                        |
| S   |           | Mihihana Porlier     | Tavini   |                                                        |
| T   |           | Jacky Bryant         | Heiura   | Conseiller municipal de Bora-Bora                      |
| S   |           | Joana Hauata         | Heiura   |                                                        |

## Résultats
| Candidats                | Candidats                | Parti                    | Nuance                   | Premier tour | Premier tour |
| Candidats                | Candidats                | Parti                    | Nuance                   | Voix         | %            |
| ------------------------ | ------------------------ | ------------------------ | ------------------------ | ------------ | ------------ |
|                          | Nuihau Laurey            | Tahoeraa                 | DVD                      | 380          | 54,36        |
|                          | Lana Tetuanui            | Tahoeraa                 | DVD                      | 356          | 50,93        |
|                          | Vincent Dubois           | Tahoeraa                 | DVD                      | 240          | 34,33        |
|                          | Teura Iriti              | Tahoeraa                 | DVD                      | 225          | 32,19        |
|                          | Richard Tuheiava         | Tavini                   | REG                      | 62           | 8,87         |
|                          | Tauhiti Nena             | Tavini                   | SOC                      | 45           | 6,43         |
|                          | Jacky Bryant             | Heiura                   | VEC                      | 31           | 4,43         |
|                          |                          |                          |                          |              |              |
| Suffrages exprimés       | Suffrages exprimés       | Suffrages exprimés       | Suffrages exprimés       | 699          | 98,45        |
| Votes blancs et nuls     | Votes blancs et nuls     | Votes blancs et nuls     | Votes blancs et nuls     | 11           | 1,55         |
| Total                    | Total                    | Total                    | Total                    | 710          | 100          |
| Abstention               | Abstention               | Abstention               | Abstention               | 2            | 0,28         |
| Inscrits / participation | Inscrits / participation | Inscrits / participation | Inscrits / participation | 712          | 99,72        |